# Centro Urku
El Centro Urku (del Quechua “montaña”) es un centro de rescate de animales en Tarapoto, San Martín, que se dedica al cuidado
animales rescatados del tráfico ilegal o de ser mascotas ilegalmente. Cuando los animales se recuperan tanto físicamente como conductualmente son liberados en su hábitat natural eventualmente. El Centro Urku abrió sus puertas a los visitantes en el año 2005.

## Historia
El Centro Urku fue fundado en el año 2004 por la organización sin fines de lucro, Urku Estudios Amazónicos. Su propósito original era realizar investigaciones, capacitaciones y apoyar la reproducción de la biodiversidad. Desde el año 2005 es posible visitar el Centro Urku y ver la biodiversidad amazónica en siete hectáreas de bosque. Su meta autodesignada es provocar un cambio de actitudes revalorizando la vida silvestre y las culturas amazónicas para conseguir sociedades que convivan con la naturaleza de una manera justa y armoniosa. Al 2019 el Centro Urku cuida a 80 animales de 18 especies, entre ellos el tapir amazónico, el ocelote y el tucán pechiblanco. Además realiza un programa dirigido a estabilizar la población de mariposas nativas apoyando y supervisando su reproducción en el mariposario.

## Importancia

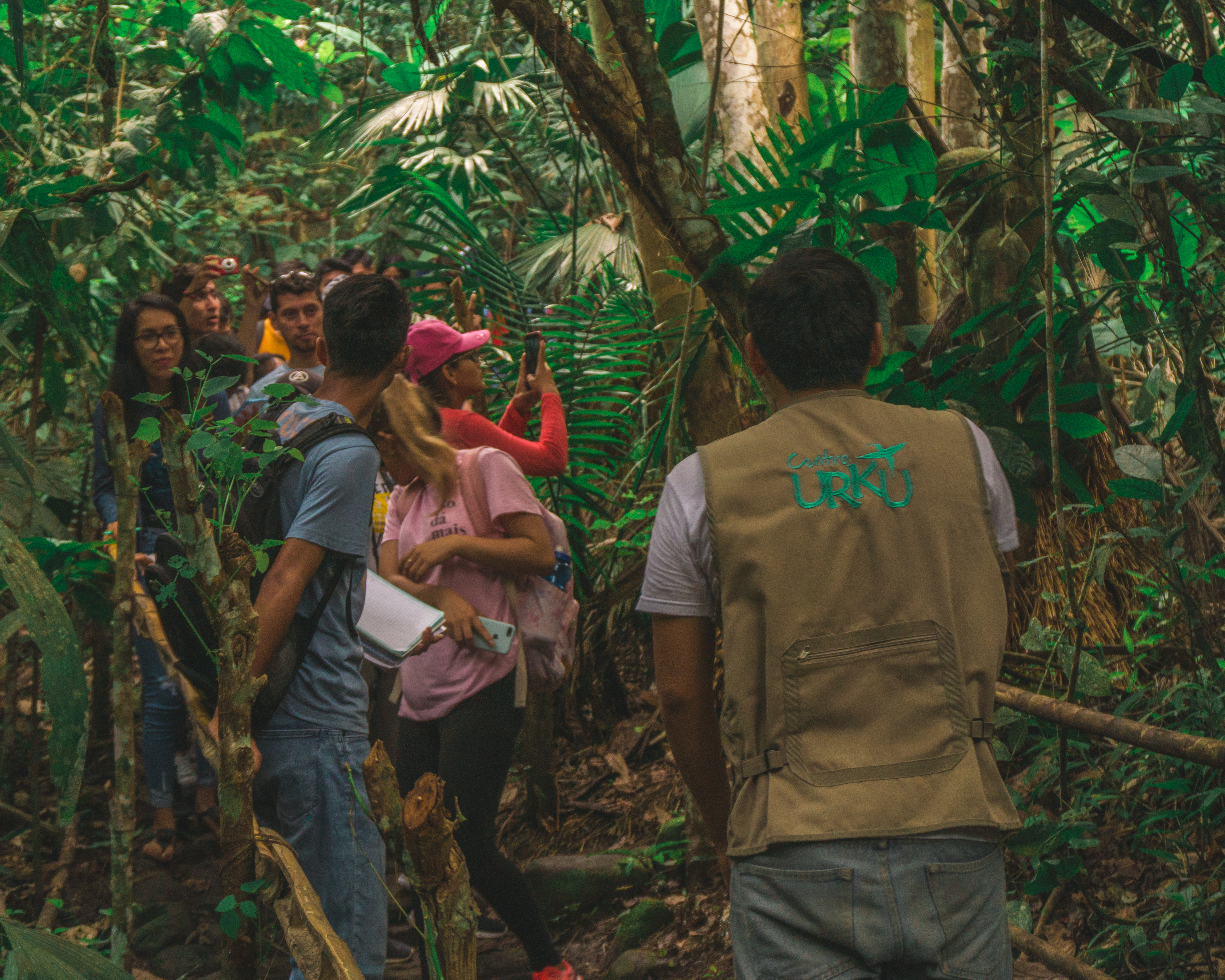
El Centro Urku atiende a más de 30 mil personas cada año.

El Centro Urku está ubicado en las orillas del río Shilcayo, entrada al área de conservación regional Cordillera Escalera que está cerca del centro de la ciudad de Tarapoto. Según el Ministerio de Agricultura y Riego de Perú, Tarapoto está en una posición clave de las rutas del tráfico ilícito porque está atravesada por la carretera Interoceánica Norte que conecta la selva peruana con el resto del país. Por esta carretera están transportados animales de Iquitos y Yurimaguas, centros del tráfico ilegal, a Lima desde donde usualmente son exportados a Europa o los Estados Unidos. Además el aeropuerto de Tarapoto conecta Iquitos con Lima. Un porcentaje muy pequeño de los animales traficados en las rutas de Tarapoto puede ser cuidados por el Centro Urku. Por lo tanto la importancia del centro se basa principalmente en su trabajo educativo de informar al público sobre la gravedad del asunto y su relevancia regional. El Centro Urku aspira conseguir un efecto educativo proveyendo un encuentro directo con los animales en el centro de rescate. Aparte de eso Urku distribuye informaciones sobre el impacto del tráfico ilegal de animales en su página de web y en varias redes sociales.